# Rondeletia laevigata
Rondeletia laevigata là một loài thực vật có hoa trong họ Thiến thảo. Loài này được W.T.Aiton miêu tả khoa học đầu tiên năm 1810.